# Summit County (Colorado)
Das Summit County ist ein County im Bundesstaat Colorado der Vereinigten Staaten. Der Verwaltungssitz (County Seat) ist Breckenridge.

## Geschichte
Summit County wurde am 1. November 1861 als eines der 17 ursprünglichen Countys des Colorado-Territoriums gebildet. Bis 1874 bestand es noch aus den heutigen Countys Summit, Grand, Routt, Moffat, Garfield, Eagle und Rio Blanco. Summit County ist nach den zahlreichen Bergen des Bundesstaats benannt und liegt im Zentrum Colorados.

## Geographie
Im Gebiet des Countys liegen zahlreiche Skigebiete, das Keystone Resort, Copper Mountain, Breckenridge und Arapahoe Basin.
Weitere touristisch interessante Gebiete befinden sich in Dillon (Dillon Reservoir) und am Green Mountain.
Die Interstate 70 durchzieht das County, ebenso wie der Blue River und die Kontinentale Wasserscheide.

## Demografische Daten

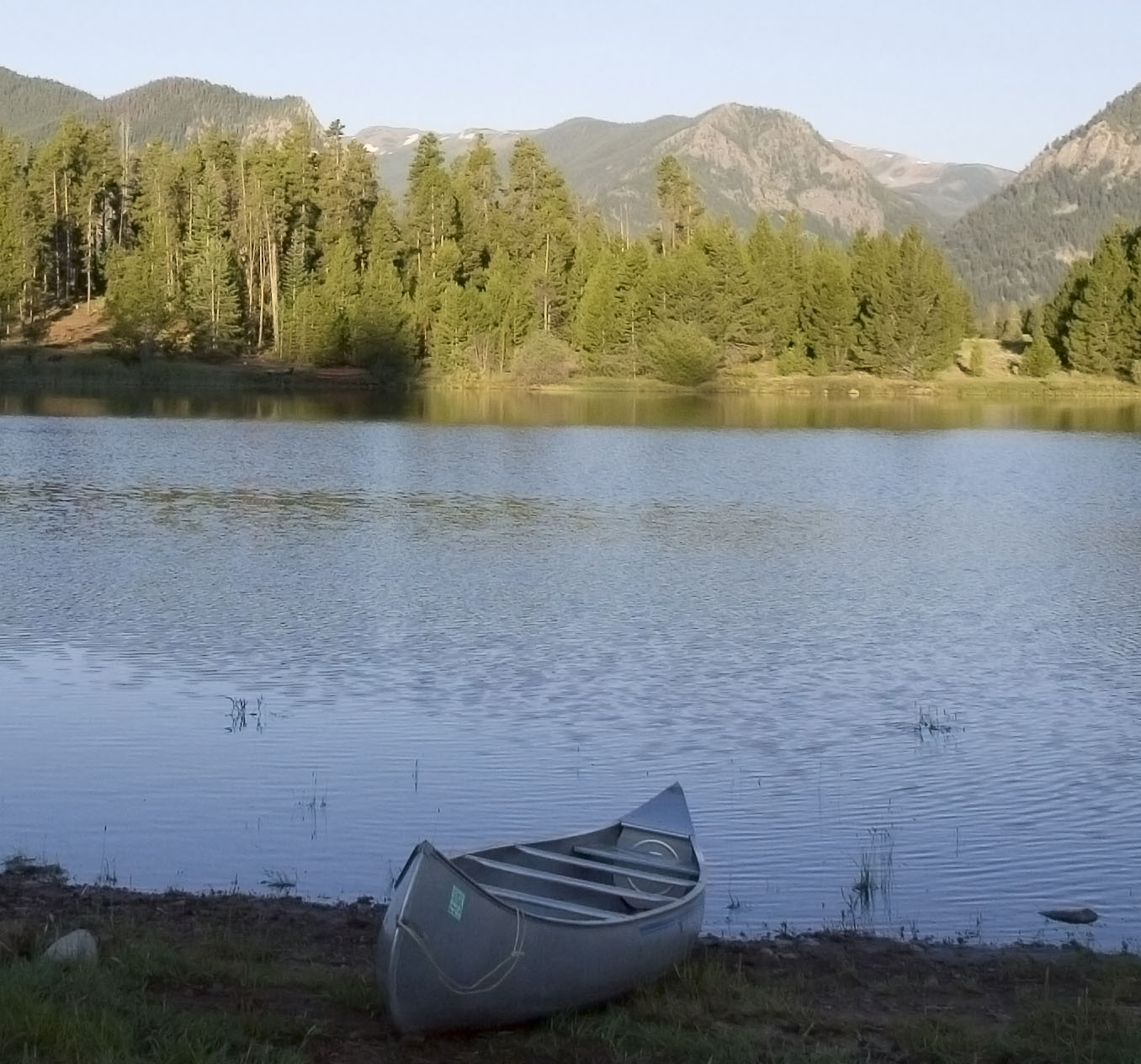
Lake Dillon

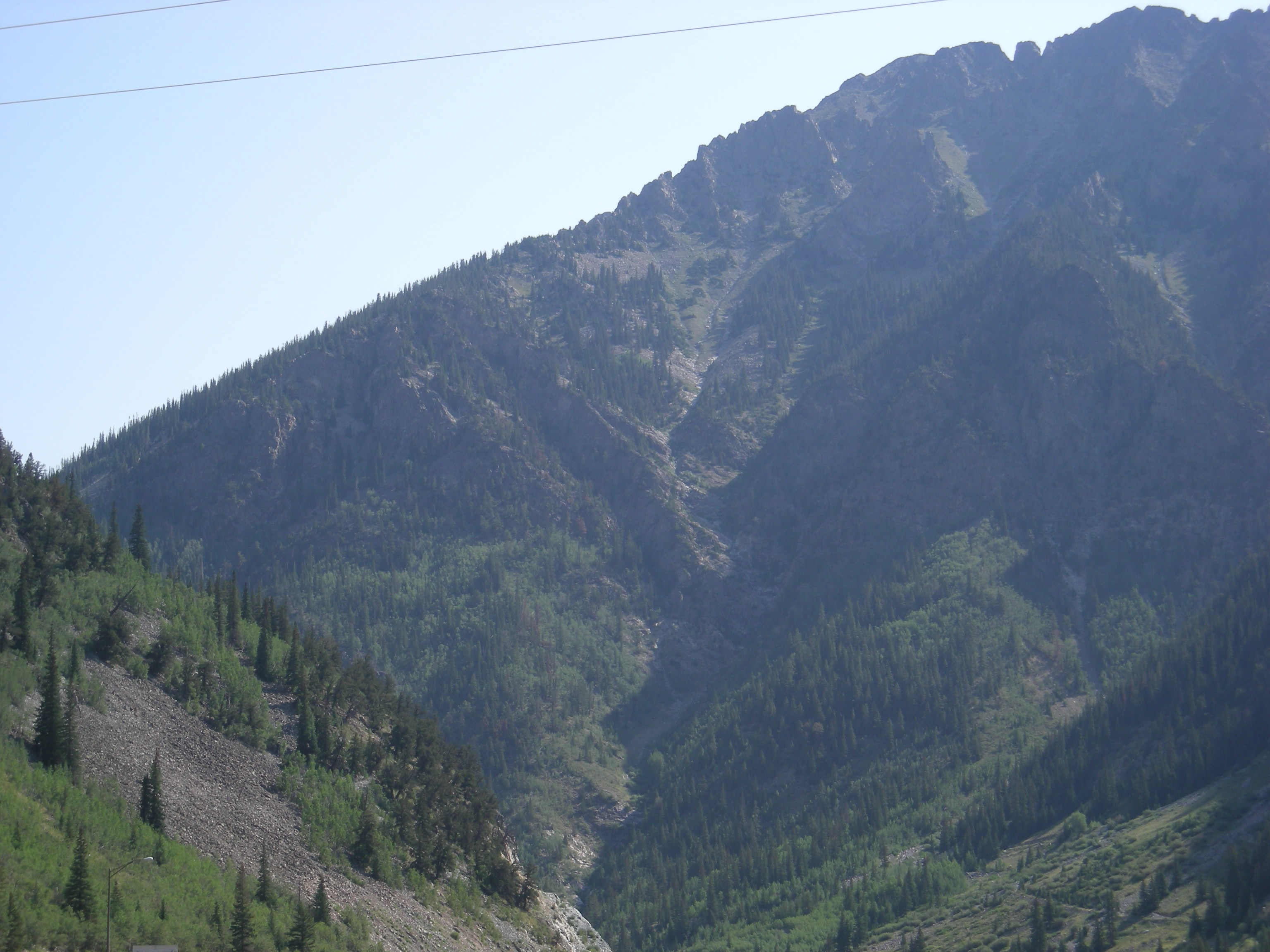
Ausläufer der Rocky Mountains

Nach der Volkszählung im Jahr 2000 lebten im County 23.548 Menschen. Es gab 9.120 Haushalte und 4.769 Familien. Die Bevölkerungsdichte betrug 15 Einwohner pro Quadratkilometer. Ethnisch betrachtet setzte sich die Bevölkerung zusammen aus 91,84 Prozent Weißen, 0,68 Prozent Afroamerikanern, 0,48 Prozent amerikanischen Ureinwohnern, 0,87 Prozent Asiaten, 0,07 Prozent Bewohnern aus dem pazifischen Inselraum und 3,96 Prozent aus anderen ethnischen Gruppen; 2,10 Prozent stammten von zwei oder mehr Ethnien ab. 9,79 Prozent der Gesamtbevölkerung waren spanischer oder lateinamerikanischer Abstammung.
Von den 9.120 Haushalten hatten 24,0 Prozent Kinder und Jugendliche unter 18 Jahre, die bei ihnen lebten. 44,0 Prozent waren verheiratete, zusammenlebende Paare, 4,4 Prozent waren allein erziehende Mütter. 47,7 Prozent waren keine Familien. 21,6 Prozent waren Singlehaushalte und in 1,6 Prozent lebten Menschen im Alter von 65 Jahren oder darüber. Die Durchschnittshaushaltsgröße betrug 2,48 und die durchschnittliche Familiengröße lag bei 2,86 Personen.
Auf das gesamte County bezogen setzte sich die Bevölkerung zusammen aus 17,4 Prozent Einwohnern unter 18 Jahren, 15,7 Prozent zwischen 18 und 24 Jahren, 44,3 Prozent zwischen 25 und 44 Jahren, 19,4 Prozent zwischen 45 und 64 Jahren und 3,3 Prozent waren 65 Jahre alt oder darüber. Das Durchschnittsalter betrug 31 Jahre. Auf 100 weibliche Personen kamen 139,0 männliche Personen, auf 100 Frauen im Alter ab 18 Jahren kamen statistisch 144,9 Männer.
Das jährliche Durchschnittseinkommen eines Haushalts betrug 56.587 USD, das Durchschnittseinkommen der Familien betrug 66.914 USD. Männer hatten ein Durchschnittseinkommen von 33.741 USD, Frauen 27.017 USD. Das Prokopfeinkommen betrug 28.676 USD. 9,0 Prozent der Bevölkerung und 3,1 Prozent der Familien lebten unterhalb der Armutsgrenze. Darunter waren 4,3 Prozent der Bevölkerung unter 18 Jahren und 3,4 Prozent der Einwohner ab 65 Jahren.

## Sehenswürdigkeiten

Freimaurertempel im Breckenridge Historic District (2015). Breckenridge entstand im Zuge des Colorado Gold Rush ab 1859. Der historische Ortskern wurde im April 1980 als erstes Objekt im County in das NRHP eingetragen.

Neun Bauwerke, Stätten und historische Bezirke (Historic Districts) im Summit County sind im National Register of Historic Places („Nationales Verzeichnis historischer Orte“; NRHP) eingetragen (Stand 27. September 2022), darunter zwei Kirchen, zwei archäologische Fundstätten und eine Mühle.

## Orte im Summit County
- Blue River
- Breckenridge
- Copper Mountain
- Dillon
- Frisco
- Heeney
- Keystone
- Lincoln
- Masontown
- Montezuma
- Silverthorne
- Wheeler Junction

## Pässe
An der Grenze zum Lake County liegt der Fremont Pass. An der Grenze zum Eagle County liegt der Vail Pass.